# FM모닝쇼 정세원입니다
FM모닝쇼 정세원입니다는 포항MBC FM4U(포항, 경주 FM 97.9MHz, 영덕, 울진 94.9MHz, 울릉 90.9MHz)에서 매일 오전 7시부터 오전 9시까지 방송되는 경북 동해안 지역의 아침정보 라디오 프로그램이다.

## 코너소개

### 월요일~금요일 2부: 10초만 들어봐!
- 10초동안 나오는 음악을 듣고 제목을 맞추는 시간 퀴즈 참여는 #9966.

### 월요일: 이시온의 뮤직걸
- 팝송 음악을 듣는 시간.

### 화요일: Mr.sCookin의 맛있는 수다
- 요리강사 김미경과 함께하는 맛있는 요리시간, 홈페이지 게시판에 방송된 레시피가 매주 올라온다.

### 수요일: 목지훈의 뮤직 인디 에어
- 팝음악으로 꾸며진다.

### 목요일: 사연 없이 듣는 노래
- 제목 그대로 노래만 듣는 시간.

### 금요일: Cine Friday
- 매주 영화를 소개하는 시간.

### 토요일: 정보천국
- 포털 속 소식이나 정보를 소개하는 시간

### 일요일: 나만의 Music Box
- 자신이 일요일에 듣고 싶은 6개의 신청곡을 듣는 시간.

## 같이 보기
- FM모닝쇼
- 포항문화방송
- MBC FM4U
- 굿모닝FM 테이입니다